# Jag heter Mitra
Jag heter Mitra är en svensk novellfilm från 1995, regisserad av Reza Bagher. Titelrollerna spelades av Philomène Grandin och Mårten Klingberg.
Filmen handlar om 17-åriga Mitra från Mellanöstern som står i begrepp att göra abort.